# Barberaz
Barberaz és un municipi francès situat al departament de la Savoia i a la regió d'Alvèrnia-Roine-Alps. L'any 2007 tenia 4.722 habitants.

## Demografia

### Població
El 2007 la població de fet de Barberaz era de 4.722 persones. Hi havia 2.098 famílies de les quals 731 eren unipersonals (344 homes vivint sols i 387 dones vivint soles), 562 parelles sense fills, 577 parelles amb fills i 228 famílies monoparentals amb fills.
La població ha evolucionat segons el següent gràfic:
Habitants censats

### Habitatges
El 2007 hi havia 2.319 habitatges, 2.150 eren l'habitatge principal de la família, 48 eren segones residències i 121 estaven desocupats. 920 eren cases i 1.386 eren apartaments. Dels 2.150 habitatges principals, 1.371 estaven ocupats pels seus propietaris, 734 estaven llogats i ocupats pels llogaters i 45 estaven cedits a títol gratuït; 105 tenien una cambra, 252 en tenien dues, 483 en tenien tres, 622 en tenien quatre i 688 en tenien cinc o més. 1.640 habitatges disposaven pel capbaix d'una plaça de pàrquing. A 1.167 habitatges hi havia un automòbil i a 790 n'hi havia dos o més.

### Piràmide de població
La piràmide de població per edats i sexe el 2009 era:
| Homes | Edats   | Dones |
| ----- | ------- | ----- |
| 0     | 95 o +  | 2     |
| 0     | 90 a 94 | 15    |
| 35    | 85 a 89 | 44    |
| 32    | 80 a 84 | 44    |
| 62    | 75 a 79 | 89    |
| 93    | 70 a 74 | 115   |
| 124   | 65 a 69 | 134   |
| 95    | 60 a 64 | 95    |
| 107   | 55 a 59 | 112   |
| 179   | 50 a 54 | 190   |
| 194   | 45 a 49 | 194   |
| 130   | 40 a 44 | 154   |
| 167   | 35 a 39 | 154   |
| 221   | 30 a 34 | 195   |
| 172   | 25 a 29 | 190   |
| 125   | 20 a 24 | 132   |
| 155   | 15 a 19 | 153   |
| 122   | 10 a 14 | 158   |
| 144   | 5 a 9   | 109   |
| 112   | 0 a 4   | 121   |

## Economia
El 2007 la població en edat de treballar era de 3.099 persones, 2.327 eren actives i 772 eren inactives. De les 2.327 persones actives 2.161 estaven ocupades (1.121 homes i 1.040 dones) i 165 estaven aturades (65 homes i 100 dones). De les 772 persones inactives 263 estaven jubilades, 315 estaven estudiant i 194 estaven classificades com a «altres inactius».

### Ingressos
El 2009 a Barberaz hi havia 2.119 unitats fiscals que integraven 4.766,5 persones, la mediana anual d'ingressos fiscals per persona era de 21.805 €.

### Activitats econòmiques
Dels 218 establiments que hi havia el 2007, 1 era d'una empresa extractiva, 4 d'empreses alimentàries, 1 d'una empresa de fabricació de material elèctric, 9 d'empreses de fabricació d'altres productes industrials, 43 d'empreses de construcció, 32 d'empreses de comerç i reparació d'automòbils, 10 d'empreses de transport, 6 d'empreses d'hostatgeria i restauració, 2 d'empreses d'informació i comunicació, 5 d'empreses financeres, 16 d'empreses immobiliàries, 38 d'empreses de serveis, 34 d'entitats de l'administració pública i 17 d'empreses classificades com a «altres activitats de serveis».
Dels 55 establiments de servei als particulars que hi havia el 2009, 1 era una oficina de correu, 2 oficines bancàries, 7 tallers de reparació d'automòbils i de material agrícola, 8 paletes, 6 guixaires pintors, 6 fusteries, 2 lampisteries, 7 electricistes, 6 perruqueries, 1 veterinari, 4 restaurants, 3 agències immobiliàries, 1 tintoreria i 1 saló de bellesa.
Dels 10 establiments comercials que hi havia el 2009, 1 era una gran superfície de material de bricolatge, 1 una botiga de menys de 120 m², 3 fleques, 2 llibreries, 1 una botiga d'equipament de la llar, 1 una perfumeria i 1 una floristeria.
L'any 2000 a Barberaz hi havia 6 explotacions agrícoles.

## Equipaments sanitaris i escolars
El 2009 hi havia 1 centre de salut i 2 farmàcies.
El 2009 hi havia 2 escoles maternals i 3 escoles elementals. Barberaz disposava d'un liceu tecnològic amb 197 alumnes.

## Poblacions més properes
El següent diagrama mostra les poblacions més properes.